# Kleiner Lindleinsee
Der Kleine Lindleinsee ist ein See bei Rothenburg ob der Tauber im mittelfränkischen Landkreis Ansbach in Bayern.

## Beschreibung
Der See liegt auf 391 m ü. NHN etwa 3,5 km nordöstlich der Stadtmitte von Rothenburg in der noch recht flachen Talmulde des ihn westwärts durchlaufenden Saubachs, der nur gut 100 Meter weiter aufwärts dem bedeutenderen Großen Lindleinsee entfließt. Dessen Oberläufe entstehen am Fuß der Stufenkante der Frankenhöhe, deren dortiger Abschnitt Rothenburger Hardt genannt wird, während die beiden Seen davor im Nordöstliche Rothenburger Landwehr genannten Teil des Unter-Naturraums Östliche Hohenloher Ebene der Hohenloher und Haller Ebene liegen.
Der Kleine Lindleinsee liegt in den geologisch viel jüngeren quartären Talfüllungen, die in den am Hang anstehenden Lettenkeuper (Erfurt-Formation) eingelagert sind. Unterhalb des Seedamms im Westen tritt der Saubach in seinen steil in den Oberen Muschelkalk eingeschnittenen Talabschnitt ein.
Der Kleine Lindleinsee hat eine Fläche von etwa 1,2 ha, ist etwa 200 Meter lang und weniger als 85 Meter breit, sein Einzugsgebiet umfasst etwa 10,5 km². Vor allem im Einlaufbereich des Saubachs, weniger am südlichen und nördlichen Ufer, umgibt ihn eine breite Riedzone, über der nach allenfalls einem kleinen Grünstreifen die Felder am Unterhang beginnen. Der stauende Seedamm im Westen ist zugleich der Straßendamm der St 2416 Rothenburg–Steinsfeld.
Beide Lindleinseen, eine schmale Randzone und etwas weiter ausgreifende Gebiete um die beiden Einlaufbereiche des Großen Lindleinsee stehen als Vogelfreistätte Großer und Kleiner Lindleinsee unter Naturschutz.
Die nächsten Orte sind die Einöde Chausseehaus von Steinsfeld, die unmittelbar am Seedamm steht, das Kirchdorf Schweinsdorf der Gemeinde Neusitz im Osten und die Stadt Rothenburg ob der Tauber, deren Ortsrand mit 1,6 km am weitesten entfernt ist. Der See liegt zur Gänze gerade noch im Rothenburger Stadtgebiet.
Der See ist unter dem Namen Kleiner Lindelsee, damals noch etwas länger, schon auf einer topographischen Karte aus dem 19. Jahrhundert eingetragen.

### BayernAtlas („BA“)
Amtliche Online-Gewässerkarte mit passendem Ausschnitt und den hier benutzten Layern: Großer und Kleiner Lindleinsee und Umgebung

Allgemeiner Einstieg ohne Voreinstellungen und Layer: BayernAtlas der Bayerischen Staatsregierung (Hinweise)
1. ↑  Höhe abgefragt auf dem Hintergrundlayer Amtliche Karte (Rechtsklick).
2. ↑  Seefläche abgemessen auf dem Hintergrundlayer Amtliche Karte.
3. 1 2  Dimensionen abgemessen auf dem Hintergrundlayer Amtliche Karte.
4. ↑  Einzugsgebiet abgemessen auf dem Hintergrundlayer Amtliche Karte.
5. ↑  Geologie nach dem Layer Geologischen Karte 1:500.000.
6. ↑  Alter Name nach dem Hintergrundlayer Historische Karte.

### Sonstige
1. ↑  Einzugsgebiet nach: Verzeichnis der Bach- und Flussgebiete in Bayern – Flussgebiet Main, Seite 126 des Bayerischen Landesamtes für Umwelt, Stand 2016 (PDF; 3,3 MB) (Seitenzahl kann sich ändern.)
2. ↑  Wolf-Dieter Sick: Geographische Landesaufnahme: Die naturräumlichen Einheiten auf Blatt 162 Rothenburg o. d. Tauber. Bundesanstalt für Landeskunde, Bad Godesberg 1962. → Online-Karte (PDF; 4,7 MB)